# 逆旅勾氏介
逆旅勾氏介（学名：Gouiecythere nilüia）为彎貝介科勾氏介屬下的一个种。